# Suzanne Rissler
Suzanne Rissler est une actrice française née le 16 juin 1903 dans le 10e arrondissement de Paris et morte à La Garenne-Colombes le 13 janvier 1980.

## Filmographie
- 1932 : Direct au cœur de Roger Lion et Arnaudy : Régina
- 1933 : La Robe rouge de Jean de Marguenat : Yanetta
- 1933 : Le Coucher de la mariée de Roger Lion : Gisèle
- 1934 : La Flambée de Jean de Marguenat
- 1937 : La Loupiote de Jean Kemm et Jean-Louis Bouquet : Mme Valcour
- 1953 : Des quintuplés au pensionnat de René Jayet : la comtesse